# Charlotte von Ahlefeld

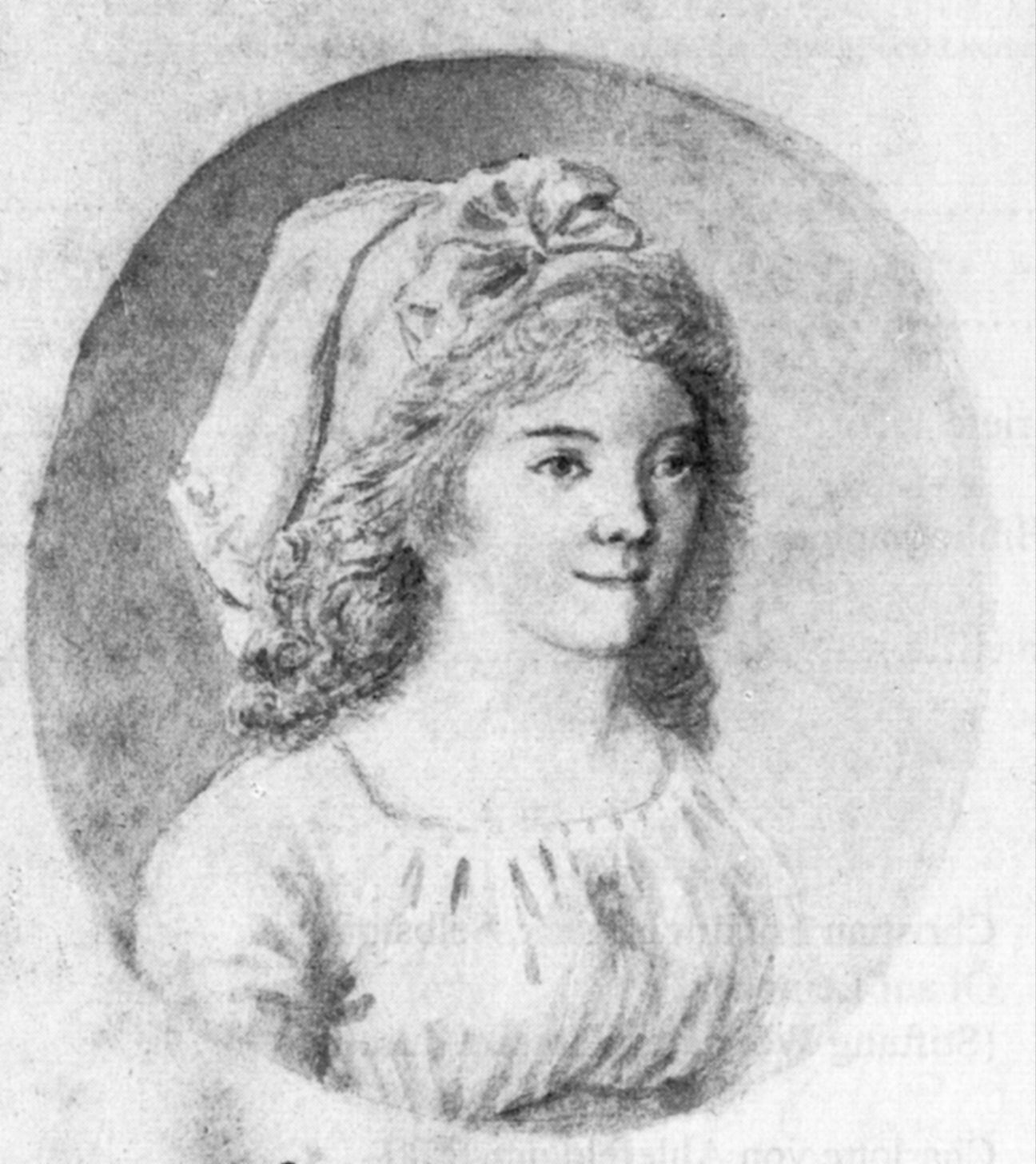
Charlotte von Ahlefeld (Bleistiftzeichnung von Ferdinand von Blumenbach um 1800)

Charlotte Elisabeth Sophie Louise Wilhelmine von Ahlefeld, geb. von Seebach (* 6. Dezember 1777 in Stedten; † 27. Juli 1849 in Teplitz) war eine deutsche Schriftstellerin. Pseudonyme: Elisabeth Selbig, C., Natalie, „Verfasserin der Marie Müller, der Erna, der Felicitas“ usw.

## Familie
Charlotte war das jüngste Kind des hannoveranischen Regimentskommandanten Alexander Christoph August von Seebach (* 24. November 1735, † 17. März 1811 in Halle) und seiner Ehefrau Albertine Auguste Wilhelmine geb. von Ingersleben (* 13. Mai 1747, † 12. März 1813). Sie wuchs mit vier Geschwistern auf:
- Carl Otto August Alexander (* 10. Juni 1767[4], † 13. Februar 1816[8]). Charlottes ältester Bruder war ihr „der liebste von allen [ihren] Geschwistern, und unendlich gut und freundlich gegen [sie] gesinnt“. Er reiste 1792 „nach dem Vorgebirge der guten Hoffnung“, galt als verschollen und kündigte sich Anfang Juni 1804 in Weimar an.[9]
- Friedrich (* 17. November 1768[4], † 22. Mai 1847[10]). Friedrich erlangte hohe Positionen im Herzogtum.[11] Er verehelichte sich 1800 mit Henriette Sophie Wilhelmine geb. von Stein-Nordheim (* 1773/1774, † 24. November 1817[12]). Das Ehepaar hatte drei überlebende Kinder; das älteste:
  - Amalie Caroline Charlotte Wilhelmine Louise Henriette (1802‒1879). Sie heiratete 1821 den späteren Kammerherrn Ludwig von Groß.[13] Etwa ab 1828 war sie schriftstellerisch tätig, überwiegend unter dem Pseudonym „Amalie Winter“.
- Ludwig (Louis) Ernst Rudolph Gustav (* 3. Oktober 1770[4], † 21. August 1841 in Zillbach[14]). Louis war 1795 Hof- und Jagd-Junker,[15] später wurde er Oberforstmeister.[11] Louis verehelichte sich am 21. Mai 1798 mit Caroline Christiane Auguste von Beulwitz († 7. Mai 1803[16]).[17]
- Amalia (Amélie) Constantine Louise Henrietta (* Januar 1773[18], † 14. Mai 1860[19]). Amélie verehelichte sich am 21. Mai 1798 mit Carl von Stein (1765‒1837).[17]

Charlotte verlobte sich am 23. Februar 1798 mit dem Gutsbesitzer Johann Rudolf von Ahlefeld (* 1. Januar 1775, † 25. November 1848) auf Saxtorf, Sehestedt und Ludwigsburg. Bei der Eheschließung am 21. Mai des Jahres im Haus der Frau von Stein wurden zugleich drei weitere Paare getraut, darunter ihre Schwester Amélie und ihr Bruder Louis. Das Paar hatte drei Söhne: Friedrich (1799–1862), Erich (1800–1853) und Hermann (1806–1855).
Sehr bald nach der Eheschließung wurde Charlotte klar, dass sie keinerlei Gemeinsamkeiten mit ihrem Ehemann hatte. Ab etwa Herbst 1802 hielt sie sich ohne ihre Familie in Weimar auf. Dort traf sie auf ihren Jugendfreund Friedrich von Linker, der ihre „erste Jugend durch seine innige Anhänglichkeit verschönerte“. Linker drängte sie, sich scheiden zu lassen und ihn zu heiraten; Charlotte lehnt den Gedanken nach inneren Kämpfen ab.
Wenig später ‒ von Februar bis August 1803 ‒ erlebte Charlotte in Weimar eine stürmische Beziehung zu dem Bildhauer Friedrich Tieck. Am 1. Januar des Jahres sah sie ihn zum ersten Mal; beim Geburtstagsball des Prinzen (Carl Friedrich) am 2. Februar sprachen sie zum ersten Mal miteinander; zum Ende Februar sahen sie sich „immer öfterer und endlich täglich“. Am 20. August musste Charlotte Weimar verlassen und zu ihrer Familie nach Saxtorf zurückkehren; die Beziehung zu Tieck setzte sich in einem intensiven Briefwechsel fort, der ab Frühjahr 1805 allmählich ausklang.
Obwohl Charlotte schon 1803 völlig entschlossen war, „in gänzlicher Absonderung“ von ihrem Ehemann zu leben, führte sie erst nach der Geburt ihres dritten Kindes 1807 eine formale Trennungsvereinbarung herbei. In der Folge lebte sie einige Jahre in Schleswig als freie Schriftstellerin.
Nach dem Tod einer Freundin in Dresden etwa Ende 1819 nahm sie deren drei kleine Söhne in Pflege. Sie versorgte sie, bis sie sie bei Fröbel in Keilhau unterbringen konnte, und unterstützte sie bis in die 1840er Jahre.

## Wirken
Einige Aufsätze, die Charlotte als Zehnjährige verfasste, sollen Goethe beeindruckt haben. Ende 1797 brachte sie ihren heimlich geschriebenen ersten Roman Liebe und Trennung oder merkwürdige Geschichte der unglücklichen Liebe zweyer Fürstlicher Personen jetziger Zeit mit der Hilfe einer Freundin heraus.
1799 veröffentlichte sie ihren zweiten Roman, Maria Müller, der lange Zeit ein enormer Publikumserfolg war. Sie veröffentlichte mehr als 30 Romane und Erzählbände und einen Band Gedichte, meist unter Pseudonymen, wie es damals für weibliche Autoren üblich war. „Ihre damals viel gelesenen Unterhaltungsromane und Erzählungen folgen dem Muster des klassizistischen Romans bzw. rationalistischen Familienromans und behandeln häufig (in die Ritterzeit versetzt) Liebeskonflikte, die mit Entsagung enden.“
Im Herbst 1821 lebte Charlotte von Ahlefeld wieder in Weimar, um Goethe und Frau von Stein nahe zu sein. Befreundet war sie außerdem mit Sophie Mereau. Sie korrespondierte mit Clemens Brentano.
Ihr literarisches Schaffen endete 1832 mit der Erzählung Der Stab der Pflicht. Bis an ihr Lebensende lebte sie zurückgezogen, hatte aber brieflichen Kontakt mit ihren Verlegern und Freunden. 1846 zog sie nach Bad Teplitz aus gesundheitlichen Gründen. Am 25. November 1848 starb ihr Ehemann  auf seinem Gut in Sehestedt und hinterließ ein beträchtliches Vermögen. Charlotte starb wenig später in Bad Teplitz; dort erhielt sie neben Seume ein Denkmal. Sie wurde in Prag begraben.
Ihr Teilnachlass wird im Thüringischen Staatsarchiv Rudolstadt aufbewahrt. In der Datenbank Kalliope werden 59 Handschriftensätze von ihr nachgewiesen.

## Schriften (Auswahl)
Es gab ein eigenhändig verfasstes Werkverzeichnis (1 Seite oktav) von Charlotte von Ahlefeld, das in dem Katalog „Der Autographensammler. Eine Katalogfolge des Antiquariats J. A. Stargardt. Neue Folge. 4. Jg. Nr. 1 vom Januar 1954“ unter Position 8 angeboten wurde. Über dessen Verbleib ist nichts bekannt.

### Bücher
- [anonym:] Liebe und Trennung oder merkwürdige Geschichte der unglücklichen Liebe zweyer Fürstlichen Personen jetziger Zeit. Harris, London 1798.[41] Digitalisat.
- [anonym:] Marie Müller. J. F. Unger, Berlin 1799. Digitalisat; Maria Müller. Wallishäußer, Wien und Hohenzollern 1799. Digitalisat.
  - Marie Müller von der Frau Charlotte von Ahlefeld geb. von Seebach. Zweite vermehrte und verbesserte Auflage. R. Koch, Schleswig 1814. Digitalisat.
- Einfache Darstellungen aus dem menschlichen Leben. Von der Verfasserin der Marie Müller. Erster Band. Unger, Berlin 1799. Digitalisat.
- [anonym:] Louise und Mailand. Ein Roman. (= Journal der Romane. Eilftes Stück.) Berlin 1802. Digitalisat.
(Widmung: „Meiner Jugendfreundin, Amalie Voigt, geb. Ludecus, gewidmet.“)
- [anonym:] Therese. Ein Roman in zwei Theilen. B. G. Hofmann, Hamburg 1805. Erster Theil; Zweiter Theil.
(Widmung im 1. Teil: „Meiner Wilhelmine Gensicken, geb. Hertz, in Dresden, freundschaftlich gewidmet.“[34])
- Liebe und Entsagung. Zwei Theile. Von der Verfasserin Maria Müller. Johann Friedrich Unger, Berlin 1805. Digitalisat.
(Widmung: „Carolinen von Linker, geborenen von Schönberg, zum freundlichen Andenken.“[42])
- Gedichte von Natalie. Johann Friedrich Unger, Berlin 1808.  Digitalisat.
- Charlotte von Ahlefeld gebohrne von Seebach: Briefe auf einer Reise durch Deutschland und die Schweiz im Sommer 1808. Johann Friedrich Hammerich, Altona 1810. Digitalisat.
(Widmung: „Caroline von L . . . . .  gebohrene von S . . . . . . . . .  gewidmet.“[42])
- Die Stiefsöhne von der Verfasserin der Maria Müller. Johann Friedrich Hammerich, Altona 1810.
- Klosterberuf. Ein Roman von der Verfasserin der Marie Müller etc. Hesse, Kiel 1812.
- Rose oder der Findling. Ein kleiner Roman von der Verfasserin der Marie Müller. Wilmans, Frankfurt am Main 1812. Digitalisat.
- Franziska und Aenneli, ein Roman von der Verfasserin der Marie Müller. Johann Friedrich Hammerich, Altona 1813. Digitalisat.
- Elisabeth Selbig: Mirthe und Schwert. Friedrich Wilhelm Goedsche, Meißen 1819.
(Widmungsgedicht „An die Frau Regierungs-Directorin Wilhelmine Gensiken, geb. Herz, in Dresden.“[34])
- C.: Erna. Kein Roman. Johann Friedrich Hammerich, Altona 1820.[43]
- C.: Der Mohrenknabe oder die Wallfahrt nach dem Montserrat. Ein Roman. J. F. Hammerich, Altona 1821. Digitalisat.
- Gesammelte Erzählungen von der Verfasserin der Maria Müller, Erna u. s. w. Königl. Taubstummen-Institut, Schleswig 1822. Erster Band.
(Widmung: „Meiner geliebten Schwester Amalia v. Stein geborne v. Seebach freundlich gewidmet. […] Charlotte v. A. geb. v. S.“)
- Friedchen. Eine wahre Geschichte. Herausgegeben von der Verfasserin der Marie Müller, Erna u. s. w. Altona 1823. Digitalisat.
- Der Bote von Jerusalem. Ein Ritterroman. Von der Verfasserin der Marie Müller, der Erna u. s. w. Johann Friedrich Hammerich, Altona 1823. Digitalisat.
- Felicitas. Ein Roman, von der Verfasserin der Erna etc. Dunker und Humblot, Berlin 1825. Digitalisat.
- C.: Clara oder das Licht im Hüttchen. Ein einfacher Roman. Basse, Quedlinburg 1825. Digitalisat.
- C.: Die Sicilianerin oder das Liebespfand. Eine romantische Erzählung aus der Ritterzeit. Basse, Quedlinburg 1825. Digitalisat.
- C.: Alte und neue Zeit, in Erzählungen und historischen Skizzen. Gottfried Basse, Quedlinburg und Leipzig 1825. Digitalisat.
- Die Kokette. Ein Roman von der Verfasserin der Erna, Felicitas u. s. w. Josef Max, Breslau 1826. Digitalisat.[44]
- Bunte Blätter zur flüchtigen Unterhaltung aus dem Reiche der Wirklichkeit und der Phantasie. Von der Verfasserin der Clara, oder das Licht im Hüttchen u. s. w. Gottfr. Basse, Quedlinburg 1826. Digitalisat.
- Bilder aus der großen Welt. In Erzählungen. Von der Verfasserin des Lichts im Hüttchen u. s. w. Gottfr. Basse, Quedlinburg und Leipzig 1826. Digitalisat.
(Widmung: „Meiner verehrten Freundin der verwittweten Frau Ministerin Amalie von Voigt, geborenen von Hufeland, in Weimar liebevoll gewidmet von der Verfasserin.“)
- Gedichte von der Verfasserin der Erna, Felicitas, u. s. w. Wilhelm Hoffmann, Weimar 1826.
- Der Brautsee und andere Erzählungen von der Verfasserin der „Clara, oder das Licht im Hüttchen,“ – „Sicilianerin,“ – „Bilder aus der großen Welt.“ etc. Basse, Quedlinburg und Leipzig 1827. Digitalisat.
- Amadea ein Roman von der Verfasserin der Erna, Felicitas etc. Wilhelm Hoffmann, Weimar 1827. Digitalisat.
- Rosamunde und andere Erzählungen, aus dem Reiche der Wahrheit und Dichtung von der Verfasserin der „Erna,“ „Felicitas,“ „Clara, oder das Licht im Hüttchen,“ „Sicilianerin,“ „Bilder aus der großen Welt,“ etc. Basse, Quedlinburg und Leipzig 1827. Digitalisat.
- Römhild-Stift. Eine Erzählung aus dem wirklichen Leben. Von der Verfasserin der Erna, Felicitas, Amadea etc. Erster Theil; Zweiter Theil. Wilhelm Hoffmann, Weimar 1828.
- St. Hubert und andere Erzählungen von der Verfasserin der Erna, Felicitas, Amadea. Kollmann, Leipzig 1828. Digitalisat.
- Tagebuch auf einer Reise durch einen Theil von Baiern, Tyrol und Oestreich, von der Verfasserin der Erna, Felicitas, Amadea, dem Römhildsstift u. s. w. Wagner, Neustadt a. d. Orla 1828. Digitalisat.
- Die Frau von vierzig Jahren. Eine Erzählung aus dem wirklichen Leben. Von der Verfasserin der Erna, Felicitas, Amadea, des Römhildstiftes etc. Wilhelm Hoffmann, Weimar 1829. Digitalisat.
- Das Sanct Jacobifest und andere Erzählungen von der Verfasserin der Erna, Felicitas, Amadea. Kollmann, Leipzig 1829. Digitalisat.
- Hedwig, Königin von Polen, und andere Erzählungen. Von C., Verfasserin der „Erna,“ „Felicitas“ etc. Gottfr. Basse, Quedlinburg und Leipzig 1831. Digitalisat.
- Der Stab der Pflicht. Eine Erzählung aus dem wirklichen Leben. Von der Verfasserin der Erna, Felicitas, Amadea, des Römhildstiftes etc. Wilhelm Hoffmann,  Weimar 1832. Digitalisat.
(Widmung: „Fräulein Wilhelmine von Lorenz auf Podelwitz etc. achtungsvoll gewidmet. […] C. v. A. geb. v. S.“)

### Beiträge in Almanachen usw.
- [anonym:] Die Bekanntschaft auf der Reise. Eine wahre Geschichte. In: Journal der Romane. Drittes Stück. Berlin 1801, S. 1‒216.
- Der Schiffer und seine Braut.[45] Von der Verfasserinn der Maria Müller. In: Taschenbuch für das Jahr 1809. Der Liebe und Freundschaft gewidmet. Frankfurt am Mayn o. J., S. 119‒145.
- Chamouny. Ein Fragment aus einem Reisejournal, Caroline von L.[42] gewidmet; und Gedicht, von Charlotte von Ahlefeld. In: Urania. Taschenbuch auf das Jahr 1810, Amsterdam o. J., S. 42‒65 und 128‒131.
- C.: Die Waldfahrt im Mondschein. In: Zeitung für die elegante Welt, 11. Jg., 10. Oktober 1811, Spalte 1611‒1615.
- Gedichte, von Charlotte von Ahlefeld, geb. von Seebach. In: Taschenbuch zum geselligen Vergnügen. 21. Jg. 1811, S. 110, 237f. und 328‒330.
- Charlotte von Ahlefeld, geb. von Seebach: Die Fußtapfen des Löwen, eine orientalische Erzählung.[45] In: Taschenbuch für das Jahr 1812. Der Liebe und Freundschaft gewidmet. Frankfurt am Mayn o. J., S. 113‒130.
- Die Nymphe des Rheins;[45] und Gedichte, von Charlotte von Ahlefeld, geb. von Seebach. In: Taschenbuch zum geselligen Vergnügen. 22. Jg. 1812, S. 1‒26, 90f., 172 und 288‒290.
- Charlotte von Ahlefeld, geb. von Seebach: Selbstverläugnung, eine Erzählung aus den Ritterzeiten.[45] In: Taschenbuch für das Jahr 1813. Der Liebe und Freundschaft gewidmet. Frankfurt am Mayn o. J., S. 21‒46.
- Charlotte von Ahlefeld, geb. von Seebach: Die beiden Pilger. Eine Erzählung; und Gedicht. In: Taschenbuch für das Jahr 1814. Der Liebe und Freundschaft gewidmet. Frankfurt am Mayn o. J., S. 7‒88, und S. 211.
- Charlotte von Ahlefeld: Liebe und kindliche Pflicht. Eine Erzählung. In: Taschenbuch für das Jahr 1816. Der Liebe und Freundschaft gewidmet. Frankfurt am Mayn o. J., S. 207‒230.
- Die Erscheinung. Eine Legende, von Elisabeth [S]elbig. In: Penelope. Taschenbuch für das Jahr 1819 der Häuslichkeit und Eintracht gewidmet. Leipzig o. J., S. 26‒37.
- Edmunds Schicksale,[45] von Elisabeth Selbig. In: Penelope. Taschenbuch für das Jahr 1820 der Häuslichkeit und Eintracht gewidmet. Leipzig o. J., S. 102‒184.
- Anselma von Norfeld. Erzählung von Elise Selbig. In: Taschenbuch für das Jahr 1821. Der Liebe und Freundschaft gewidmet. Frankfurt am Mayn o. J., S. 1‒40.

### Sammelbände von Erzählungen usw., herausgegeben von Elisabeth Selbig und Wilhelmine Willmar
bei Goedsche in Meißen
- Der Kranz.
  - Erster Theil (Frühling), 1817. (darin: Esperance oder Die goldene Kette.)
  - Zweiter Theil (Sommer), 1817.
  - Ditter Theil (Herbst), 1818. (darin: Olivia, oder: die Jungfrau mit den langen Haaren.)
  - Vierter Theil (Winter), 1818.
- Schmetterlinge.
  - Erste Sammlung (Erato), 1819. (darin: Schuster, bleibʼ bei deinem Leisten, oder die Folgen der Verfeinerung, da, wo sie nicht hingehören. Ein Fragment aus dem Familienleben eines einfachen Landmannes (S. 71‒150); Die Legende von der heiligen Agneta (S. 177‒202); Gedichte.)
  - Zweite Sammlung (Iris), 1820. (darin: Liebe und Verrath. Eine Erzählung (S. 89‒172).)
  - Dritte Sammlung (Hector), 1821.

### Briefausgaben
- [J. Trainer:] Liebe und Trennung. Charlotte von Ahlefelds Briefe an Christian Friedrich Tieck herausgegeben und kommentiert von James Trainer. Peter Lang, Bern 1999. ISBN 3-906761-87-8. (151 Briefe vom 3. Mai 1803 bis 15. Januar 1806)
- Lorely French: Briefe von Wilhelmine Geißler, Charlotte von Ahlefeld und Henriette Schubart an Sophie Mereau. In: Katharina von Hammerstein, Katrin Horn (Hrsg.): Sophie Mereau. Verbindungslinien in Zeit und Raum. Heidelberg 2008 (ISBN 3-8253-5384-2), S. 405–414.

## Nachweise
1. ↑  Ihre Taufnamen waren Elisabeth Louise Charlotte Wilhemine; in der Heiratsangabe ist Charlotte Elisabeth Sophie Wilhelmine angegeben.
2. ↑  Taufbuch der Gemeinde Ottmannshausen Band 1683‒1783, S. 284 (laut Koch 1977, S. 28f.). (Stedten und Ottmannshausen wurden vom selben Pfarrer betreut; vgl. den Hofkalender 1877, S. 32.)
3. ↑  Fast die gesamte ältere Literatur wiederholt die falsche Geburtsangabe von Schindel 1823 und Rassmann 1823 („1781“), obwohl bekannt ist, dass Caroline Jagemann (* 25. Januar 1777) eine etwa gleichaltrige Jugendfreundin war (R. Emde: Selbstinszenierungen im klassischen Weimar: Caroline Jagemann. Göttingen 2004 (ISBN 3-89244-743-8), S. 105).
4. 1 2 3 4 5  Hörschelmann 1774, S. 36.
5. ↑  Todesanzeige in Weimarisches Wochenblatt vom 2. April 1811, S. 104.
6. ↑  Familien-Nachrichten in Weimarisches Wochenblatt vom 23. März 1813, S. 95.
7. ↑  Koch hat sich vergewissert, dass sie tatsächlich das letzte Kind des Ehepaars war (1977, S. 29).
8. ↑  Todesanzeige in Weimarisches Wochenblatt vom 16. Februar 1816, S. 68.
9. ↑  Brief vom 5. Juni 1804 (Trainer 1999, S. 151).
10. ↑  Dankesanzeige und Kirchenliste in Beilage zur Weimarischen Zeitung vom 26. Mai und 14. Juli 1847, S. 246, und 331.
11. 1 2  Staats-Handbuch des Grossherzogthumes Sachsen Weimar-Eisenach für das Jahr 1840, S. 21.
12. ↑  Todesanzeige und Kirchenliste in Weimarisches Wochenblatt vom 28. November und 12. Dezember 1817, S. 421 und 437.
13. ↑  Familien-Nachrichten in Weimarisches Wochenblatt vom 9. November 1821, S. 429.
14. ↑  Beilage zur Weimarischen Zeitung vom 28. August 1841, S. 303.
15. ↑  Hochfürstl. S.Weimar- und Eisenachischer Hof- und Addreß-Calender, auf das Jahr 1795, S. 85.
16. ↑  Brief vom 6. Mai 1804 (Trainer 1999, S. 142).
17. 1 2 3  Heiratsangabe in Weimarische Wöchentliche Anzeigen vom 23. Mai 1798, S. 163.
18. ↑  laut Kirchenliste von 1860; laut Brief vom 24. November 1803 (Trainer 1999, S. 71) 1775/1776.
19. ↑  im „Alter von 87 Jahren 4 Monaten“ laut Kirchenliste in Weimarer Zeitung vom 19. Mai 1860, S. 468.
20. ↑  laut Brief vom 23. Februar 1804 (Trainer 1999, S. 121).
21. ↑  Laut Genealogisches Handbuch 1966, S. 5, müsste der Ehemann seinen Namen als Ahlefeldt schreiben. Charlotte hat ihren Ehenamen immer als Ahlefeld geschrieben.
22. ↑  Ab 1813 im Besitz von Johann Rudolf von Ahlefeld. (W. Lesser: Topographie des Herzogthums Schleswig. Erster Theil. Kiel 1853, S. 160).
23. ↑  Genealogisches Handbuch 1966, S. 6–13.
24. ↑  1775‒1819, zweiter Sohn von Joseph Johann Jacob von Lincker und Lützenwick.
25. ↑  Brief vom 13. Dezember 1803 (Trainer 1999, S. 84).
26. ↑  Brief vom 11. Oktober 1803 (Trainer 1999, S. 43f.). Linker ging dann Ende 1803 eine möglicherweise problematische Ehe ein (Trainer 1999, S. 84f. und 109).
27. ↑  Brief vom 17. Dezember 1803 (Trainer 1999, S. 86).
28. ↑  Brief vom 2. Februar 1804 (Trainer 1999, S. 110).
29. ↑  Brief vom 23. Februar 1804 (Trainer 1999, S. 122).
30. ↑  Brief vom 20. Januar 1804 (Trainer 1999 S. 105).
31. ↑  Brief vom 23. September 1803 (Trainer 1999, S. 35).
32. ↑  aber bewusst nicht eine Scheidung (NND 1849, S. 573f.).
33. ↑  NND 1849, S. 577f., und French 2009, S. 37f. In Fröbels Online-Briefedition gibt es fünf an Charlotte von Ahlefeld adressierte Briefe (1827‒1839); vgl. die Registerseite.
34. 1 2 3  Wilhelmine Herz (1779‒1822), verehelichte Gensicken, als Wilhelmine Willmar erfolgreiche Schriftstellerin, mit der Charlotte 1817–1821 zwei Reihen von Sammelbänden herausbrachte. Vgl. NND 1849, S. 571; auch Schindel 1823, S. 148‒151, und Damen Conversations-Lexicon 2. Aufl. 4. Band, 1846, S. 387f.
35. ↑  Brinker-Gabler, Ludwig, Wöffen 1986.
36. ↑  Johannes Baptista Diel: Clemens Brentano. Ein Lebensbild nach gedruckten und ungedruckten Quellen. Ergänzt und herausgegeben von Wilhelm Kreiten. Zweiter Band: 1814–1842. Herder, Freiburg i. Br. 1878. (Vgl. das Personen-Verzeichnis S. 563.)
37. ↑  NND 1849, S. 580.
38. ↑  NND 1849, S. 582.
39. ↑  laut French 2009, S. 38.
40. ↑  Familienarchiv Großkochberg. F369, F845
41. ↑  angekündigt zur Herbstmesse 1797 bei Friedrich Severin in Weißenfels (Intelligenzblatt der Allgemeinen Literatur-Zeitung vom 6. Dezember 1797, Spalte 1290).
42. 1 2 3  Eine sehr nahestehende Freundin, die mit Carl von Linker verheiratet war, einem Bruder von Charlottes Jugendfreund Friedrich von Linker.
43. ↑  Kurzbesprechung in Jenaische Allgemeine Literatur-Zeitung vom September 1820, Spalte 354.
44. ↑  Besprechung durch L. P. (d. h., Vulpius) in Jenaische Allgemeine Literatur-Zeitung Num. 192 vom Oktober 1826, Kurze Anzeigen.
45. 1 2 3 4 5  Nachdruck in Gesammelte Erzählungen 1822.
46. ↑  Leicht bearbeiteter Nachdruck von Charlotte von Ahlefeld. Ein Erinnerungsblatt, in: Europa. Chronik der gebildeten Welt vom 3. Mai 1851, S. 275‒279; verfasst vermutlich von Charlottes Nichte Amalie von Groß (Amalie Winter), die unter den „Herren Mitarbeitern“ aufgeführt ist (S. xxi).

| Personendaten    | Personendaten |
| ---------------- | --- |
| NAME             | Ahlefeld, Charlotte von |
| ALTERNATIVNAMEN  | Seebach, Charlotte von (Geburtsname); Ahlefeld, Charlotte Elisabeth Luise Wilhelmine von (vollständiger Name); Elisabeth Selbig (Pseudonym) |
| KURZBESCHREIBUNG | deutsche Schriftstellerin |
| GEBURTSDATUM     | 6. Dezember 1777 |
| GEBURTSORT       | Stedten am Ettersberg |
| STERBEDATUM      | 27. Juli 1849 |
| STERBEORT        | Teplitz |